# 丘濟克河
丘濟克河是俄羅斯的河流，屬於帕拉別利河的左支流，由托木斯克州負責管轄，河道全長382公里，流域面積9,000平方公里，發源自瓦休甘沼澤，河水主要來自融雪，每年十月至翌年五月結冰。